# اعتراضات ۱۴۰۰ ایران

«تشکیل اجتماعات و راه‌پیمایی‌ها، بدون حمل سلاح، به شرط آن که مخل به مبانی اسلام نباشد آزاد است.
تبصره:تشکیل اجتماعات و راهپیمایی طبق اصل ۲۷ قانون اساسی آزاد است، ولی برگزاری آن در پارک‌ها، میدان‌ها و معابر عمومی منوط به کسب مجوز از وزارت کشور است.»

— اصل ۲۷ قانون اساسی
اعتراضات ۱۴۰۰ ایران شامل تجمع‌ها و اعتراضات گوناگون در ایران است که در سال ۱۴۰۰ رخ داده‌اند.
ریشه‌های اعتراضات ایران مشکلات اقتصادی، اختلافات سیاسی، رخدادهای اجتماعی و فرهنگی است. بنا بر بیست و هفتمین اصل از اصول ۱۷۷ گانه قانون اساسی جمهوری اسلامی، «تشکیل اجتماعات و راه‌پیمایی‌ها بدون حمل سلاح به شرط آنکه مخل به مبانی اسلام نباشد، آزاد است.»

## فروردین
- ۲ فروردین

اعتراضات ۱۴۰۰ گنبدکاووس در فروردین ۱۴۰۰ در پی تعرض جنسی به دو دختر خردسال در گنبد کاووس رخ داد. طی اعتراضات اهالی روستای «عرب سورنگ» و منطقه در مقابل ساختمان نهادهای دولتی و قضایی، شماری از شهروندان توسط نیروهای امنیتی و انتظامی بازداشت شدند و با اعزام نیروهای نظامی و انتظامی از مرکز استان فضای این شهر امنیتی شد.
- ۹ فروردین

روز دوشنبه ۹ فروردین تجمع‌های پراکنده اعتراضی در چند شهر ایران علیه این سند همکاری صورت گرفت. پیشتر بیش از ۲۳۰ نفر از فعالان سیاسی مدنی داخل و خارج ایران در نامه‌ای اعتراضی به رئیس‌جمهوری چین، امضای این سند را فاقد اعتبار و غیرانسانی خوانده بودند.
گروهی با اشاره به «رویکرد بقا» نزد جمهوری اسلامی و «ایزوله شدن و حضیض کنونی ایران در جهان» نگرانند که حکومت برای برون‌رفت از بحران در این قرارداد به چین «باج بدهد». گروهی بزرگ از مخالفان، جمهوری اسلامی را به «وطن‌فروشی» متهم می‌کنند.
گروهی از شهروندان ایران که مخالف این توافق‌نامه هستند، در شهرهای مختلف ایران در تجمع‌های خودجوش حضور یافتند و مخالفت خود را با امضای این سند ابراز کردند. مردم در شهرهای مختلف ایران از جمله تهران، اصفهان و کرج با دردست گرفتن پلاکاردهایی و سردادن شعارهایی در اعتراض به امضای «برنامه همکاری جامع ایران و چین» دست به تجمع زدند. گروهی از معترضان در تهران با تجمع در مقابل ساختمان مجلس شورای اسلامی با سر دادن شعارهایی از جمله «ایران فروشی نیست» به این توافق‌نامه واکنش نشان دادند.
- ۱۵ فروردین

تعداد زیادی از کارگران بازنشسته ایران ۱۵ فروردین ۱۴۰۰ با تجمع مقابل اداره‌های تأمین اجتماعی مراکز استان‌ها و چند شهر دیگر، خواستار رساندن مستمری‌ها به خط فقر و رفع تبعیض‌های موجود علیه آنان شدند و علیه حضور در انتخابات آتی ریاست جمهوری در این کشور شعار دادند.
- ۱۷ فروردین

تجمع اعتراضی کارگران شرکت توزیع برق
جمعی از کارکنان شرکتی و حجمی شرکت توزیع برق با برگزاری تجمعی در مقابل ساختمان مجلس در تهران نسبت به وضعیت حقوق و استخدام خود اعتراض کردند. کارگران در مقابل ساختمان مجلس شعار «وزیر بیا نگاه کن، فکری به حال ما کن» سر دادند. این کارگران معترض پلاکاردهایی در دست داشتند که روی آن‌ها شعارهایی از جمله «ما کارگریم، برده نیستیم» دیده می‌شود.
- ۱۸ فروردین

تجمع بازنشستگان کارگری در شوش
جمعی از بازنشستگان کارگری در شهرستان شوش و هفت تپه با حضور مقابل اداره تأمین اجتماعی این شهرستان، خواستار توجه به مطالبات و خواسته‌های خود شدند.
- ۲۲ فروردین

تجمع اعتراضی سهامداران
یکشنبه ۲۲ فروردین ۱۴۰۰ سهامداران زیان دیده در اعتراض به ریزش‌های پی در پی بورس، مقابل سازمان بورس تجمع کردند و خواستار رسیدگی به اوضاع نابسامان بازار سرمایه شدند.
سال ۹۹ به موازات آزاد شدن سهام عدالت بعد از چهارده سال و همچنین رشد بی‌رویه نرخ ارز، شاخص بورس هم رو به افزایش بود به گونه‌ای که شاخص کل به عنوان میانگین بازار از ۵۰۸ هزار واحد در ابتدای سال ۹۹ به ۲ میلیون و ۱۰۰ هزار واحد در نیمه مرداد همان سال افزایش یافت و این باعث روی‌آوری عده زیادی از مردم به حضور در بورس شد و بعد از آن شاخص کل بورس مرتب کاهش یافت، به گونه‌ای که در پایان سال شاخص کل بورس با رشد ۱۵۰ درصدی به حدود یک‌میلیون و ۳۰۰ هزار واحد رسید.
- ۲۶ فروردین

تجمع اعتراضی داروسازان
پنجشنبه ۲۶ فروردین‌ماه، شماری از داروسازان در همدان، رشت و چندین شهر دیگر از جمله اصفهان مقابل دانشگاه علوم پزشکی این شهر، در تهران مقابل ساختمان مجلس شورای اسلامی، در مشهد مقابل ساختمان معاونت غذا و دارو، در شیراز مقابل دانشگاه علوم پزشکی، در چهارمحال و بختیاری مقابل ساختمان معاونت غذا و دارو در تجمعاتی اعتراضی خواستار رسیدگی به مطالباتشان شدند. بر اساس این گزارش، داروسازان معترض اهم مطالبات خود را تغییر سریع ساختار انجمن داروسازان، مانع زدایی در روند تأسیس داروخانه و اشتغال هزاران داروساز بیکار عنوان کردند.
- ۲۸ فروردین

اعتراض معلمان فارغ‌التحصیل دانش‌سراها
شنبه ۲۸ فروردین، شماری از معلمان فارغ‌التحصیل دانش‌سراها از شهرهای مختلف ایران، در اعتراض به عدم رسیدگی به مطالباتشان، در مقابل ساختمان دیوان عدالت اداری واقع در تهران، تجمع اعتراضی برپا کردند.
اعتصاب و تجمع کارگران شرکت نصب و راه‌اندازی لیدوما
گروهی از کارگران شرکت نصب و راه‌اندازی لیدوما در اعتراض به سطح نازل دستمزدهای خود دست از کار کشیده و اقدام به برگزاری تجمع کردند. کارگران این شرکت که در فاز ۱۳ منطقه ویژه اقتصادی پارس جنوبی فعالیت دارند، با تجمع در محل کار خود خواستار افزایش سطح دستمزدهایشان شدند. به گفته یکی از معترضان علیرغم گذشت بیش از ۲۸ روز از آغاز سال نو تاکنون هیچ صحبتی از افزایش سطح دستمزدها در این شرکت نشده‌است.
- ۳۰ فروردین

اعتراض هنرمندان به حکم نوید میهن دوست
صد و هشتاد تن از هنرمندان و سینماگران ایرانی با امضای بیانیه‌ای ضمن اعتراض به رد درخواست اعاده دادرسی نوید میهن‌دوست، نویسنده، کارگردان و تدوینگر سینما در دیوان عالی کشور، صدور حکم زندان برای او را تداوم نقض آزادی بیان عنوان کرده‌اند. نوید میهن دوست دیماه ۹۹ توسط دادگاه انقلاب تهران به ۳ سال و ۶ ماه حبس تعزیری محکوم شده بود. اسفندماه سال گذشته این محکومیت توسط شعبه ۳۶ دادگاه تجدیدنظر استان تهران عیناً تأیید شد.
نوید میهن دوست در دیماه ۹۹ توسط شعبه ۲۸ دادگاه انقلاب تهران به ریاست قاضی محمدرضا عموزاد به اتهام اقدام علیه امنیت ملی از طریق عضویت و همکاری با گروه‌های مخالف نظام به قصد براندازی به ۳ سال حبس تعزیری و به اتهام فعالیت تبلیغی علیه نظام از طریق شعارنویسی به ۶ ماه حبس تعزیری محکوم شد.

## اردیبهشت
- ۱ اردیبهشت

تجمع اعتراضی مالباختگان بورس در سه کلان‌شهر
سهامداران در ادامه اعتراض به وضعیت حاکم بر بازار سرمایه و بعد از تجمع چند روز پیش در مقابل مجلس و ساختمان بورس تهران، در این روز هم اقدام به اعتراض کردند. سهامداران معترض پایتخت هم با حضور در مقابل ساختمان شرکت بورس، خیابان سعادت آباد را با نشستن و سر دادن شعار، بستند.
تجمع در اطراف پاساژ علاءالدین
گروهی از شهروندان در مقابل این مرکز خرید شعارهای اعتراضی «زندانی سیاسی آزاد باید گردد» و «تا تهران رو پس نگیریم آروم نمی‌گگیریم» سر دادند. تجمع کنندگان از کسبه پاساژ علاءالدین بودند و به پلمب شدن این مرکز خرید اعتراض دارند.
تجمع اعتراضی داروسازان در تبریز
شماری از دانشجویان داروسازی تبریز در مقابل ساختمان معاونت غذا و داروی دانشگاه علوم پزشکی این شهر تجمع کردند.
- ۲ اردیبهشت

تجمع کارگران پتروشیمی تخت جمشید
تعدادی از کارگران پیمانی پتروشیمی تخت جمشید واقع در پارس جنوبی تجمع کردند. خواسته این کارگران افزایش حقوق طبق مصوبه اداره کار و اشتغال و همچنین افزایش مرخصی‌های آنان عنوان شده‌است.
تجمع خریداران زمین‌های اصطلک در تهران
جمعی از خریداران زمین‌های «اصطلک» پردیس در برابر وزارت راه و شهرسازی در تهران تجمع کردند.
تجمع کشاورزان اصفهان
جمعی از کشاورزان اصفهان همراه با تراکتورهای خود در این شهر تجمع کردند. تجمع کشاورزان، در اعتراض به بی آبی و پایمال شدن حقابه‌هایشان صورت گرفته‌است.
- ۴ اردیبهشت

تجمع مال‌باختگان خرید خودرو از شرکت آذویکو
مالباختگان شرکت آذویکو با تجمع در مقابل وزارتخانه «صمت» (صنعت، معدن و تجارت) در تهران خواستار پاسخگویی وزیر یا دریافت پول‌هایی که پرداخت کرده‌اند شده‌اند. «وزیر شرف داشته باش، بیا جواب داشته باش» از جمله شعارهای معترضین بود. این تجمع به درگیری نیروهای امنیتی و مالباختگان انجامید. بیش از پنج هزار نفر در سال ۹۷ نیمی از قیمت خودروی ام جی ۳۶۰ شرکت «آذویکو» را پرداخت کرده‌اند، اما پس از چهار سال هنوز خودرویی دریافت نکرده‌اند.
تجمع کشاورزان در کهنوج و رودبار جنوب
شماری از کشاورزان گوجه‌کار شهرستان کهنوج و رودبار جنوب، در اعتراض به عدم رسیدگی به مطالباتشان، در مقابل فرمانداری شهرهای خود، دست به تجمع اعتراضی زدند.
تجمع کارگران پالایشگاه آبادان
شماری از کارگران فاز ۲ پالایشگاه آبادان، در اعتراض به عدم رسیدگی به مطالباتشان، در محل کار خود دست به اعتصاب و تجمع زدند.
تجمع مربیان عشایری شهرستان ایذه
جمعی از مربیان ابتدایی مدارس عشایری شهرستان ایذه، در اعتراض به عدم رسیدگی به مطالباتشان، در مقابل ساختمان استانداری خوزستان، دست به تجمع اعتراضی زدند.
- ۵ اردیبهشت

 تجمع کارگران ابنیه فنی راه‌آهن شمال مازندران
حدود ۲۰۰ نفر از کارگران ابنیه فنی راه‌آهن ناحیه شمال مازندران با اجتماع مقابل اداره کل راه‌آهن خواستار اجرای طرح تجمیع و قرارگیری کارگران این ناحیه ریلی در طرح تجمیع شدند.
کارگران می‌گویند:
 متأسفانه علیرغم درخواست‌های ما این طرح هنوز برای کارگران ابنیه فنی اجرایی نشده‌است. تجمیع کارگران پیمانکاری، موجب یکسان‌سازی شرایط کار برای همه کارکنان می‌شود و نظارت و اجرای قانون را تسهیل می‌نماید.
- ۸ اردیبهشت

اعتراض ۱۵ تشکل کارگری و فرهنگی به سیاست‌های اقتصادی حکومت ایران
۱۵ سندیکای کارگری و تشکل صنفی و فرهنگی با انتشار بیانیه‌ای در آستانه روز جهانی کارگر (اول ماه مه/یازدهم اردیبهشت)، به سیاست‌های اقتصادی و اجتماعی حکومت ایران اعتراض کردند و آن را عامل «فقر روزافزون» کارگران دانستند.
۴ تجمع اعتراضی
شماری از کارگران بازنشسته شرکت مخابرات راه دور شیراز در محوطه این شرکت، جمعی از کارنامه سبزها در مقابل ساختمان مجلس، گروهی از سهامداران مالباخته شهر خودرو در مقابل ساختمان سازمان صمت اصفهان و همچنین شماری از حامیان حیوانات در مقابل ساختمان فرمانداری شاهین‌شهر، در تجمعاتی اعتراضی خواستار رسیدگی به مطالباتشان شدند.
- ۱۱ اردیبهشت

تجمعات روز جهانی کارگر
همزمان با ۱۱ اردیبهشت، روز جهانی کارگر، گروه‌های مختلف کارگران و بازنشستگان در ایران با برگزاری تجمع‌هایی، خواهان بهبود وضعیت معیشتی و امنیت شغلی خود شدند. این تجمع‌ها در شهرهایی چون تهران، کرج، اراک، کرمانشاه، شوش، مشهد، اصفهان و تبریز برگزار شد. نیروهای امنیتی تجمع‌کنندگان مقابل وزارت کار در تهران را پراکنده کرده و دستکم ۳۰ نفر بازداشت شدند. «امنیت شغلی، احیا باید گردد»، «درد ما درد شماست، مردم به ما ملحق شوید»، «ما دیگه رای نمی‌دیم، از بس دروغ شنیدیم» و «دولت غارتگران، دشمن کارگران» از شعارهایی است که در این تجمع‌ها سر داده شد.
- ۱۵ اردیبهشت

تجمع کارگران خدماتی و فضای سبز شهرداری زنجان
شماری از کارگران خدماتی و فضای سبز شهرداری منطقه ۴ زنجان، در مقابل ساختمان استانداری واقع در این شهر دست به تجمع اعتراضی زده و خواستار رسیدگی به مطالبات خود شدند.
تجمع دانش‌آموزان
شماری از دانش آموزان مقطع نهم و دوازدهم تحصیلی، در پی فراخوان قبلی و در اعتراض به برگزاری امتحانات نهایی به صورت حضوری علیرغم شیوع ویروس کرونا، دستکم در ۱۴ شهر از جمله بروجرد، تهران، قزوین، سمنان، کرج، شهرکرد، شیراز، زنجان، خرم‌آباد، یزد، تبریز، بیرجند، اردبیل و فولادشهر در مقابل ساختمان آموزش و پرورش شهرهای خود، تجمعات اعتراضی برپا کردند. این دانش‌آموزان جهت پیشگیری از شیوع بیشتر بیماری کرونا و تأمین امنیت سلامت خود و شهروندان، خواهان «برگزاری امتحانات نهایی به شیوه مجازی و آنلاین» هستند.
تجمع پرسنل راهبر متروی تهران
جمعی از پرسنل راهبر متروی تهران، در اعتراض به عدم رسیدگی به مطالباتشان، در محوطهٔ شرکت بهره‌برداری مترو، تجمع اعتراضی برپا کردند.
 تجمع اپراتورهای شرکتی برق غرب کشور
گروهی از اپراتورهای شرکتی برق غرب کشور، در اعتراض به عدم رسیدگی به مطالباتشان، در مقابل ساختمان اداره برق منطقه‌ای واقع در کرمانشاه، دست به تجمع اعتراضی زدند.
- ۱۶ اردیبهشت

تجمع پاکبانان و کارگران خدمات شهری شهرکرد
شماری از پاکبانان و کارگران خدمات شهری شهرکرد، در محوطه شهرداری این شهرستان دست به تجمع اعتراضی زده و خواستار رسیدگی به مطالبات خود شدند.

## تیر
- ۱ تبر

اعتصابات گسترده کارگران پیمانکاری در بخش‌های مختلف صنعت نفت، گاز و پتروشیمی ایران، خودروسازی و نیروگاه‌ها و کارکنان رسمی وزارت نفت که از اوایل تیر شروع شد که از جمله مطالبات آنها حذف پیمانکاری و برابری در حقوق و دستمزدها است. کارگران پیمانکاری عسلویه روز سه‌شنبه اول تیر در برخی از فازها دست به اعتصاب زدند. اعتصاب آنها به شرایط نامناسب شغلی است.
- ۱۴ تیر

همزمان با ادامه قطعی مداوم و بی‌برنامه برق در شهرهای ایران، شهروندان معترض در تاریکی شب گذشته شعارهایی علیه آیت‌الله علی خامنه‌ای سر داده‌اند و در برخی از شهرها نیز دست به تجمع زده‌اند. شهرهای دستکم پنج استان ایران صحنه اعتراض مردم علیه قطع مکرر برق شده‌اند.
- ۲۴ تیر

این اعتراض‌ها با موضوع بی‌آبی خوزستان گسترش یافت و پس از سرکوب شدید معترضان مطالبات و شعارها سیاسی و علیه نظام جمهوری اسلامی شد. عمدهٔ این اعتراض‌ها در شهرهای اهواز، هویزه، شادگان، حمیدیه، آبادان خرمشهر، بستان، سوسنگرد، دزفول و ایذه روی داده و به استان‌های دیگر از جمله تهران، کرمانشاه، اصفهان، بوشهر، لرستان، کردستان، آذربایجان شرقی، خراسان شمالی و البرز گسترش یافته‌است. در این اعتراضات بر اثر شلیک مستقیم و پرتاب گاز اشک‌آور نیروهای امنیتی به سمت معترضان تعدادی زخمی و کشته شدند.

## آبان
- ۲۸ آبان

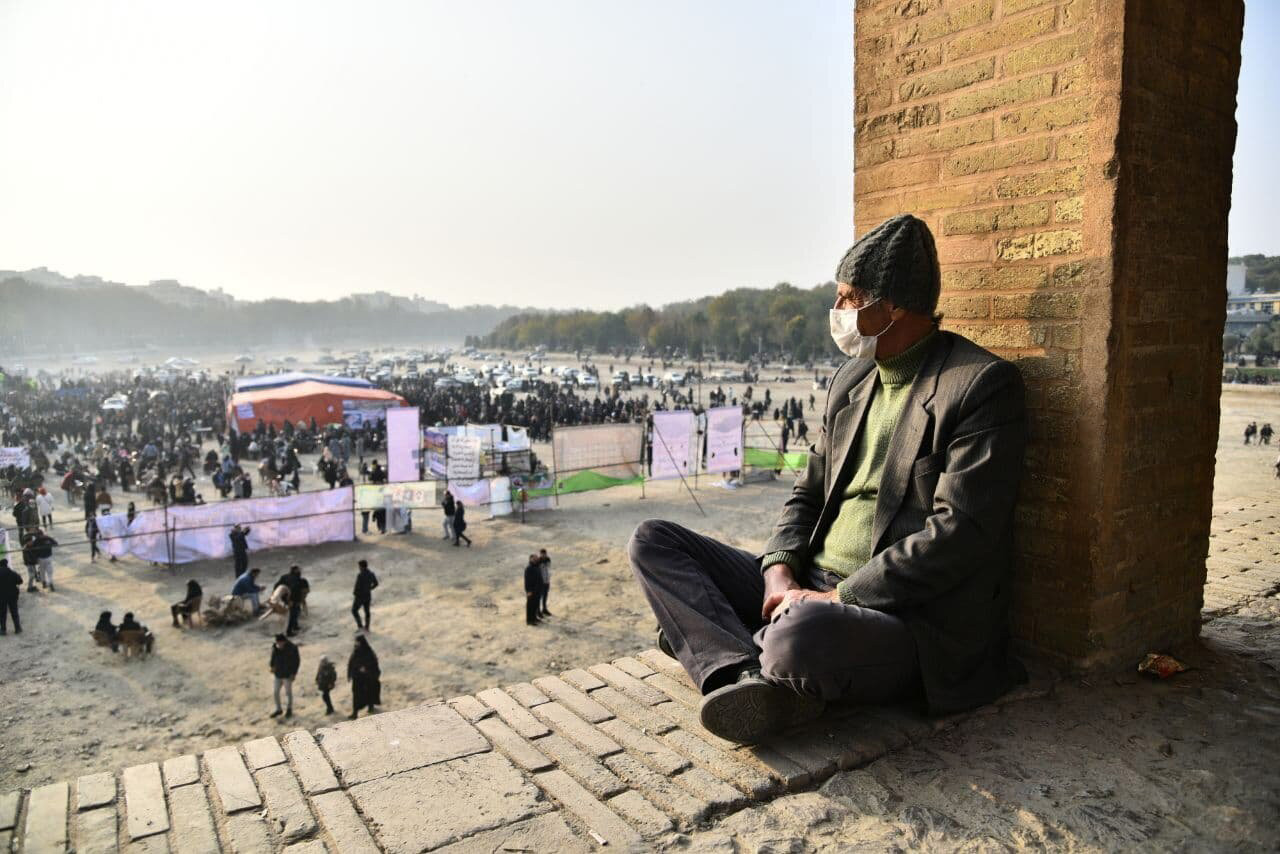
اعتراضات ۱۴۰۰ اصفهان

اعتراضات ۱۴۰۰ اصفهان به‌صورت گسترده و مسالمت‌آمیز بر بستر خشک زاینده‌رود در اعتراض به خشکسالی و قطع حق‌آبه شکل گرفت. این اعتراضات با استقبال گسترده مردم اصفهان مواجه شد و هزاران نفر در محل تجمع حاضر شدند. این اعتراضات در ابتدا روندی بدون خشونت و آرام داشت اما روز پنج‌شنبه پس از حمله یگان ویژه به معترضان و کشاورزان اصفهانی در بستر زاینده‌رود و آتش‌زدن چادر آنها، اعتراضات به خشونت کشیده‌شد. در پی فراخوان برای تجمع صبح روز جمعه ۵ آذر سال ۱۴۰۰ هجری‌شمسی از طرف مردم اصفهان و حضور گسترده مأموران یگان ویژه، لباس شخصی و بسیج و برخوردهای قهری از سوی حکومت درگیری‌ها بالا گرفت و روند آن از اعتراض به بی‌آبی گذر کرد و به اعتراض علیه حاکمیت بدل گشت.
- ۳۰ آبان

اعتراضات مردم چهارمحال و بختیاری
در دومین روز اعتراضات مردم به سوءمدیریت آب استان، دوشنبه یکم آذرماه، در خیابان‌های شهرکرد، دست به تظاهرات زدند. شعارهای سر داده شده در این تظاهرات: «این‌جا چهارمحاله، بردن آب محاله»، «ننگ ما، ننگ ما، صداوسیمای ما» و «وای اگر ایل‌مان برنو به‌دست بگیرد». از دیگر شعارهایی که در راهپیمایی‌های اعتراضی شهرکرد شنیده می‌شد شعار «مرگ بر مافیا» بود.

## آذر
- ۱ آذر

تجمع کارگران معدن طلای آق دره
تعدادی از کارگران بیکار شده معدن طلای آق‌دره واقع در شهرستان تکاب در محل کار خود دست به تجمع زدند.
تجمع کارگران کارخانه روغن خوراکی در سیرجان
تعدادی از کارگران کارخانه روغن خوراکی بخش خصوصی فریکو واقع در سیرجان در این شهر دست به تجمع زدند.
تجمع بیماران تالاسمی در شیراز
شماری از بیماران تالاسمی در مقابل ساختمان علوم پزشکی و خدمات بهداشتی و درمانی استان فارس واقع در شیراز تجمع کردند.
اعتصاب کارگران شرکت‌های پیمانکاری مجتمع مس سونگون ورزقان
حدود ۲ هزار تن از کارگران شرکت‌های پیمانکاری مجتمع مس سونگون ورزقان در محل کار خود دست اعتصاب زده و استخراج در این معدن را تعطیل کردند.
- ۲ آذر

کارگران معدن آسمینون منوجان
گروهی از کارگران معدن آسمینون منوجان در اعتراض به عدم رسیدگی به مطالباتشان، در محور منوجان_بندرعباس دست به تجمع زدند.
تجمع کارگران کارخانه روغن نباتی نینا
جمعی از کارگران شاغل در کارخانه روغن نباتی نینا و واقع در منطقه ویژهٔ اقتصادی سیرجان با تجمع در مقابل ساختمان فرمانداری سیرجان، پیگیر وضعیت شغلی و مطالبات مزدی خود شدند.
- ۳ آذر

مردم استان چهارمحال و بختیاری
شماری از مردم استان چهارمحال و بختیاری، در اعتراض به بحران‌های آبی موجود ناشی از سیاست گذاری‌های غلط و عدم برنامه‌ریزی مشخص در حوزه مدیریت منابع آبی، در میدان «امام‌زادگان حلیمه و حکیمه خاتون» شهرکرد، دست به تجمع زدند.
اعتراضی کشاورزان اصفهان
تجمع اعتراضی کشاورزان اصفهان در بستر خشک زاینده رود برای چندمین روز متوالی برگزار شد.
بیماران تالاسمی
تعدادی از بیماران تالاسمی، در اعتراض به عدم رسیدگی به مطالباتشان، در مقابل ساختمان ستاد مرکزی دانشگاه علوم پزشکی زاهدان، دست به تجمع اعتراضی زدند.
مالباختگان شبکهٔ رمز ارز «کینگ مانی»
جمعی از مالباختگان شبکهٔ رمز ارز «کینگ مانی»، در مقابل درب مجتمع آموزشی شبکه بادران واقع در تهران، دست به تجمع اعتراضی زدند.
کارگران فصلی مجتمع کشت و صنعت نیشکر هفت تپه
گروهی از کارگران فصلی مجتمع کشت و صنعت نیشکر هفت تپه، در اعتراض به عدم رسیدگی به مطالباتشان، در مقابل ساختمان دفتر کعب عمیر نماینده مردم شوش، تجمع کردند.
- ۴ آذر

اعتراض به قوانین خانواده و مهریه
شماری از شهروندان در قم در اعتراض به قوانین خانواده و مهریه در مقابل دفتر آیت‌الله نوری همدانی تجمع کردند.
کارگران شرکت ایران‌خودرو تبریز
گروهی از کارگران شرکت ایران‌خودرو تبریز برای دومین روز متوالی دست به اعتصاب زده و در محل کار خود تجمع کردند.
- ۶ آذر

تجمع کارکنان شرکت برق استان گلستان
گروهی از کارکنان شرکت برق استان گلستان، در مقابل ساختمان این شرکت، دست به تجمع زدند.
تجمع کارکنان رسمی پتروشیمی فجر
تعدادی از کارکنان رسمی پتروشیمی فجر، در مقابل درب ورودی این شرکت، تجمع کردند.
تجمع پرستاران و کارکنان وزارت بهداشت کشور
جمعی از پرستاران و کارکنان وزارت بهداشت کشور، در اعتراض به عدم رسیدگی به مطالباتشان، در مقابل ساختمان برنامه بودجه واقع در تهران، تجمع کردند.
تجمع آسیب دیدگان جنگ ایران و عراق در تهران
گروهی از آسیب دیدگان جنگ ایران و عراق، در مقابل ساختمان «بنیاد شهید» واقع در خیابان طالقانی تهران، دست به تجمع زدند.
تجمع مالباختگان شرکت فردادکار آمیتیس در تهران
شماری از مالباختگان شرکت فردادکار آمیتیس، در مقابل ساختمان دادگاه قدوسی تهران، تجمع اعتراضی برگزار کردند.
تجمع کشاورزان شهرستان باوی
جمعی از کشاورزان شهرستان باوی، در اعتراض به عدم تأمین حقابه کشت پاییزه خود، در مقابل درب شرکت آبیاری اراضی شرق کارون واقع در اهواز، دست به تجمع اعتراضی زدند.
تجمع پزشکان و فارغ التحصیلان پزشکی در یزد
جمعی از پزشکان و فارغ التحصیلان پزشکی بخش دولتی که در حال گذراندن طرح خود هستند، در اعتراض به عدم رسیدگی به مطالباتشان، در مقابل ساختمان علوم پزشکی یزد تجمع کردند.
- ۷ آذر

خانواده‌های جانباختگان هواپیمای اوکراینی
گروهی از خانواده‌های جانباختگان هواپیمای اوکراینی به سمت محل برگزاری دادگاه نظامی متهمان رده‌پایین این پرونده دست به راهپیمایی زده و در مقابل دادگاه تجمع کردند.
تجمع خانواده‌های کودکان مبتلا به بیماری SMA
تعدادی از خانواده‌های کودکان مبتلا به بیماری SMA، در مقابل ساختمان مجلس دست به تجمع اعتراضی زدند.
تجمع کارگران بازنشسته مجتمع هفت تپه
جمعی از کارگران بازنشسته مجتمع هفت تپه در اعتراض به نحوه محاسبه سنوات پایان خدمت خود بعد از گذشت ۹ ماه از بازنشستگی، در مقابل درب ورودی کارخانه تجمع کردند.
تجمع بازنشستگان فولاد اصفهان و خوزستان
جمعی از بازنشستگان و مستمری بگیران صندوق بازنشستگی فولاد در استان‌های اصفهان و خوزستان مقابل ساختمان این صندوق در مرکز این استانها تجمع کردند.
تجمع کامیون داران شهرستان سرباز
شماری از کامیون داران شهرستان سرباز به دلیل قطعی سوخت کامیون‌های خود مقابل فرمانداری تجمع کردند.
- ۸ آذر

بازنشستگان شرکت هواپیمایی هما
شماری از بازنشستگان شرکت هواپیمایی هما، در مقابل صندوق بازنشستگی این شرکت هواپیمایی واقع در تهران، دست به تجمع زدند.
تجمع جوانان جویای کار بندرماهشهر
گروهی از جوانان جویای کار بندرماهشهر، در مقابل مخازن پالایشگاه بیدبلند دست به تجمع زدند.
- ۹ آذر

مالباختگان مؤسسه مالی کاسپین
گروهی از مالباختگان مؤسسه مالی کاسپین، در مقابل ساختمان قوه قضاییه واقع در تهران، تجمع اعتراضی برگزار کردند.
تجمع ساکنین منطقه عشایری در شهرستان بویراحمد
شماری از ساکنین منطقه عشایری «سرگچینه» شهرستان بویراحمد در مقابل ساختمان استانداری کهگیلویه و بویراحمد تجمع کردند.
تجمع خانواده‌های کودکان مبتلا به بیماری SMA
گروهی از خانواده‌های کودکان مبتلا به بیماری SMA برای سومین روز متوالی در مقابل ساختمان مجلس دست به تجمع زدند.
تجمع کارگران فصلی مجتمع هفت تپه
شماری از کارگران فصلی مجتمع هفت تپه برای چندمین روز متوالی در مقابل این شرکت دست به تجمع زدند.
تجمع کارگران فنی قراردادی شرکت توزیع برق
کارگران فنی قراردادی شرکت توزیع برق استان تهران، در مناطق رباط کریم، ملارد، کهریزک، شهریار، اندیشه و ورامین، از روز شنبه هفته جاری در اعتراض به تبعیض و نامشخص بودن مطالبه تبدیل وضعیت استخدامی‌شان، در محل کار خود دست به تجمع زدند.
تجمع کارگران شهرداری خرمشهر
کارگران شهرداری خرمشهر در اعتراض به واریز نشدن حقوق چهار ماه خود مقابل ساختمان فرمانداری ویژه این شهر تجمع کردند.
تجمع کارگران مجتمع مس سونگون ورزقان
کارگران شرکت‌های آهن‌آجین، زحل، نوآوران و مبین شاغل در مجتمع مس سونگون ورزقان در محوطه شرکت دست به تجمع زدند.
تجمع کارگران شرکت تأمین مواد معدنی چناره
کارگران شرکت تأمین مواد معدنی چناره شهرستان اندیمشک، برای سومین روز متوالی دست از کار کشیده و مقابل ساختمان اداری این شرکت تجمع کرده‌اند.
اعتصاب کارگران پیمانکاری‌های شاغل در پتروشیمی آپادانا
کارگران پیمانکاری‌های شریفی و باقرپور شاغل در پتروشیمی آپادانا در عسلویه از روز دوشنبه ۸ آذر، دست به اعتصاب زدند.
اعتصاب و تجمع معلمان و آموزگاران در استان‌های مختلف
معلمان در استان‌های کهگیلویه و بویراحمد، فارس، قم و خوزستان دست به اعتصاب زده و در مقابل ادارات آموزش و پرورش این استان‌ها تجمع کردند.
- ۱۰ آذر

تجمع کارگران خدمات شهری کیش
گروهی از کارگران فضای سبز و خدمات شهری کیش، در اعتراض به عدم رسیدگی به مطالباتشان، در مقابل سازمان منطقه آزاد کیش، دست به تجمع زدند.
تجمع معلمان استان قم
شماری از معلمان استان قم، برای دومین روز متوالی در مقابل ساختمان اداره کل آموزش و پرورش این استان، دست به تجمع زدند.
اعتصاب معلمان مدارس «خاکره» شیراز و «حضرت خدیجه» خرامه
شماری از معلمان مدرسه «خاکره» واقع در ناحیه ۱ شیراز و همچنین دبیران دبیرستان «حضرت خدیجه» واقع در شهرستان خرامه، بصورت جداگانه دست به اعتصاب زدند.
اعتصاب کارگران معدن مس سونگون ورزقان
تعدادی از کارگران معدن مس سونگون ورزقان شاغل در شرکت‌های آهن‌آجین، مبین، زحل و نوآوران، برای دومین روز متوالی، دست به اعتصاب زده و از شروع به کارشان خودداری کردند.
- ۱۱ آذر

به دنبال فراخوان شورای هماهنگی تشکلهای صنفی فرهنگیان ایران، معلمان و فرهنگیان شاغل و بازنشسته در شهرهای مختلف کشور از جمله شیراز، کازرون، خرم‌بید، ممسنی، اصفهان، یزد، کرمانشاه، خرم‌آباد، پلدختر، الیگودرز، نورآباد لرستان، ویسیان، دورود، شاهین‌دژ، میان‌دوآب، قم، اهواز، ایذه، بهبهان، اندیمشک، جایزان، گتوند، یاسوج، دهدشت، شهرکرد، کرمان، زاهدان، مشهد، بجنورد، شیروان، قزوین، رشت، تبریز، اردبیل، سقز، مریوان، سنندج، دیواندره، آمل، سعدآباد، بوکان، شاهرود، باغلمک، ساری، اراک، بروجرد، سمیرم، خمینی شهر، بوشهر، مهدی‌شهر سمنان، همدان، گرگان، استهبان، بیجار، جلفا، زنجان، لامرد، تربت حیدریه، ارومیه، فیروزآباد، قیروکارزین، بندر کنگان، دزفول، جهرم، ایلام، خرامه، امیدیه، ملایر، شهرضا، گچساران، شهربابک در مقابل ساختمان اداره آموزش و پرورش شهرهای خود و معلمان ساکن در استانهای تهران و البرز در مقابل ساختمان مجلس شورای اسلامی، در اعتراض به عدم رسیدگی به مطالباتشان دست به تجمعات اعتراضی زدند.
تجمع کشاورزان در قم
جمعی از کشاورزان قم در مقابل شرکت تعاونی تولیدی روستای رحمت آباد این شهر تجمع کردند.
- ۱۳ آذر

تجمع افراد دارای معلولیت در تهران، مشهد و سقز
گروهی از افراد دارای معلولیت، با برگزاری سه تجمع جداگانه در تهران مقابل ساختمان سازمان برنامه و بودجه، در مشهد مقابل ساختمان استانداری و در سقز مقابل ساختمان فرمانداری، خواستار رسیدگی به مطالباتشان شدند.
جمع کارگران معدن مس سونگون ورزقان
جمعی از کارگران معدن مس سونگون ورزقان، در پنجمین روز از اعتصابشان، در محدوده محل کار خود دست به تجمع و راهپیمایی زدند.
اعتصاب کارگران پتروشیمی مکران چابهار
شماری از کارگران پتروشیمی مکران چابهار، در اعتراض به عدم رسیدگی به مطالباتشان، دست به اعتصاب زده و از ادامه فعالیتشان خودداری کردند.
- ۱۴ آذر

تجمع مالباختگان سکه ثامن در تهران
شماری از مالباختگان سکه ثامن در مقابل ساختمان دادگستری تهران تجمع کردند.
تجمع بازنشستگان صنعت فولاد استانهای تهران، اصفهان و اهواز
شماری از بازنشستگان صنعت فولاد استانهای تهران، اصفهان و اهواز، همزمان با تجمع در مقابل ساختمان کانون بازنشستگان صنعت فولاد این استانها، خواستار برآورده شدن مطالبات خود شدند.
تجمع کارکنان شاغل در دفاتر سهام عدالت در تهران
جمعی از کارکنان شاغل در دفاتر سهام عدالت به دلیل نامشخص بودن وضعیت شغلی و مطالبات معوقه خود تجمع اعتراضی برگزار کردند.
تجمع سهامداران تعاونی‌های مسکن در حاشیه بزرگراه جاده تهران – کرج
تعدادی از سهامداران تعاونی‌های مسکن، در حاشیه بزرگراه جاده تهران – کرج در اعتراض به آنچه «تقسیم نادرست زمین بر اساس واریزی» خوانده‌اند، دست به تجمع اعتراضی زدند.
- ۱۵ آذر

شماری از کارکنان تعاونی‌های سهام عدالت در مقابل ساختمان معاونت امور تعاون وزارت کار در تهران، دست به تجمع زدند.
تجمع بازنشستگان تأمین اجتماعی در اهواز
تعدادی از بازنشستگان تأمین اجتماعی در مقابل اداره کل سازمان تأمین اجتماعی استان خوزستان واقع در اهواز تجمع کردند.
تجمع کارکنان پتروشیمی فارابی در خوزستان
شماری از کارکنان پتروشیمی فارابی واقع در استان خوزستان در اعتراض به عدم اجرای مناسب طرح طبقه‌بندی مشاغل مقابل ساختمان حراست این شرکت تجمع کردند.
- ۱۶ آذر

 ساکنین جنوب کرمان
شماری از ساکنین جنوب کرمان، در اعتراض به انتقال آب سرشاخه‌های هلیل رود به کرمان در مقابل درب ورودی تونل انتقال آب این شهر تجمع اعتراضی برگزار کردند.
تجمع کارگران شرکتی صنعت برق کشور
گروهی از کارگران شرکتی صنعت برق کشور برای پیگیری وضعیت شغلی خود مقابل ساختمان وزارت نیرو تجمع کردند.
تجمع دانشجویان پزشکی دانشگاه شهرکرد
شماری از دانشجویان پزشکی دانشگاه شهرکرد در محوطه این دانشگاه دست به تجمع اعتراضی زده و خواستار رسیدگی به مطالبات خود شدند.
تجمع مالکان زمین‌های دارایی در گلشهر ارومیه
شماری از مالکان زمین‌های دارایی در گلشهر ارومیه با برگزاری تجمع اعتراضی در مقابل اداره تعاون، کار و رفاه اجتماعی استان آذربایجان غربی خواستار رسیدگی به مطالبات خود شدند.
تجمع کشاورزان آباده
جمعی از کشاورزان آباده با برگزاری تجمع اعتراضی در مقابل ساختمان فرمانداری این شهرستان خواستار رسیدگی به مطالبات خود شدند.
- ۱۷ آذر

شماری از کارگران شرکت آب و فاضلاب اهواز، در اعتراض به عدم رسیدگی به مطالباتشان، در مقابل ساختمان این شرکت، دست به تجمع زدند.
تجمع کارگران پروژه‌ای پتروشیمی ایلام
گروهی از کارگران پروژه‌ای پتروشیمی ایلام، در مقابل ساختمان استانداری، تجمع کردند.
- ۱۸ آذر

تجمع معلمان خرید خدمات در اصفهان
جمعی از معلمان خرید خدمات اصفهان در مقابل اداره کل آموزش و پرورش این استان تجمع کردند.
تجمع اهالی جمعه بازار یاسوج
جمعی از اهالی جمعه بازار یاسوج، در مقابل ساختمان استانداری کهگیلویه و بویراحمد تجمع کردند.
- ۱۹ آذر

تجمع کارگران راه‌آهن لرستان
شماری از کارگران راه‌آهن لرستان، همزمان با سفر ابراهیم رئیسی رئیس‌جمهوری اسلامی، دست به تجمع اعتراضی زدند.
- ۲۰ آذر

فرهنگیان شاغل در مدارس مختلف کشور دست به اعتصاب زده و از ادامه فعالیت و تدریس‌شان خودداری کردند. دور تازه از اعتصاب آموزگاران معترض به عدم اجرای «طرح رتبه‌بندی» و «قانون همسان‌سازی حقوق» از روز شنبه در ده‌ها شهر کشور آغاز شد. این اعتصاب به دعوت شورای هماهنگی تشکل‌های صنفی فرهنگیان ایران صورت می‌گیرد.
همزمان در پی فراخوان شورای هماهنگی تشکلهای صنفی فرهنگیان ایران، معلمان و فرهنگیان شاغل و بازنشسته دستکم در ۱۴۰ شهر تجمع اعتراضی برگزار کردند. نقاط مختلف کشور از جمله در یزد، دهدشت، سقز، بابل، لیکک، ایذه، شیراز، لردگان، جوانرود، ملایر، دورود، ازنا، بوکان، اراک، گچساران، اندیمشک، علامرودشت، باغ بهاران، بهبهان، خرم‌آباد، مریوان، بیجار، دزفول، ماهشهر، شوش دانیال، لامرد، تاکستان، چرام، یاسوج، آبادان، کامیاران، خنج، شوشتر، بندرامام خمینی، سجاس، شهربابک، دیواندره، زنجان، کرمانشاه، لنده، میاندوآب، بانه، کنگان، مهر، آغاجاری، خمینی شهر، قروه، ممسنی، بیرجند، ارومیه، اهواز، سمنان، گناوه، آمل، الیگودرز، سنندج، اسلام‌آباد غرب، همدان، قزوین، بوشهر، بجنورد، تبریز، قم، کرمان، جلفا، ملکان، رشت، مشهد، اصفهان، کرج، کرخه، لالی، اوز، ایلام، ساری، بندرعباس، شهرکرد، مهریز، قشم، آبکنار، سمیرم، لاهیجان، شاهین شهر، سرچهان، بافت، بهار، اقلید، مرودشت، دشتستان، ارسنجان، خرم بید، قیروکارزین، جیرفت، بافق، باغملک، میاندرود، فیروزآباد، کلمه، سوق، فریدونکنار، کوه چنار، هادی شهر، برازجان، ایرانشهر، نجف آباد، سروستان، بوئین زهرا، زرین شهر، آباده، مهدی شهر، گتوند، جایزان، امیدیه، چاروسا، پیرانشهر، بندر انزلی، سرو آباد، قلعه گنج، اسلامشهر، پلدختر، سلسله، دلفان، بروجرد، نودان، میناب، سیریک، گرگان، شاهرود، شهرضا، زاهدان، کاشان، اردبیل، لالجین، شادگان، کلاچای، مرند، تیران و کرون، دیشموک، گلپایگان، در مقابل ساختمان اداره آموزش و پرورش شهرهای خود و معلمان ساکن در استان‌های تهران و البرز در مقابل ساختمان مجلس شورای اسلامی در تهران، در اعتراض به عدم رسیدگی به مطالباتشان دست به تجمعات اعتراضی زدند.

## فضای مجازی
- نوشاد عالمیان در استوری اینستاگرام خود به افزایش حجم گرانی‌ها در ایران در دو هفته نخست سال جدید خورشیدی واکنش نشان داد.[۱۰۵]| « | چرا تو این مملکت هیچ وقت، هیچی ارزون نمیشه؟ چرا واقعاً؟ آقایان مسئول، مگه شماها متوجه نیستید، مردم کمرشون تو این گرونی‌ها شکسته؟ چه کار دارید می‌کنید؟ یکم، فقط یکم البته یکم، اگر صلاح می‌دانید به فکر مردم هم باشید. نمی‌شه هر روز همه چی گرون شه. همه اینها فقط در پانزده روز. سال ۱۴۰۰ سال خوبی میشه. | » |
- هشتگ «بیدادگاه»

کاربران شبکه‌های اجتماعی توییتر، روز سوم اردیبهشت ۱۴۰۰ با هشتگ «#بیدادگاه» به بیش از یک سال بازداشت موقت «علی یونسی» و «امیرحسین مرادی»، دو دانشجوی مدال‌آور المپیاد دانشگاه صنعتی شریف در زندان اوین اعتراض کردند.
- هشتگ «ایران بدون نفرت»

بسیاری از شهروندان با هشتگ #ایران_بدون_نفرت، تجربه‌های آزار و نقض حقوق بشر علیه بهائیان را در شبکه‌های اجتماعی به اشتراک گذاشته و اقدامات سیستماتیک حکومت ایران علیه آن‌ها را محکوم کردند.
- هشتگ «S.O.S»

پس از تأیید ارسال واکسن کرونا از ایران به ونزوئلا
- هشتگ «دادخواهان سلامت دربند»

در اعتراض به دستگیری مهدی محمودیان، مصطفی نیلی و آرش کیخسروی
- هشتگ «اصفهان تنها نیست»

چند روز پس از انتشار اخبار و تصاویر آسیب دیدن جدی چشمان شماری از معترضان اصفهان با گلوله‌های ساچمه‌ای نیروهای امنیتی جمهوری اسلامی، افراد سرشناس بیشتری با انتشار عکس خود با چشم بسته، به حمایت از آنها برخاستند.

## دلایل
صندوق بین‌المللی پول نرخ تورم در ایران را طی سال گذشته خورشیدی ۳۶٫۵ درصد اعلام کرد و انتظار می‌رود در سال جاری این رقم ۳۹ درصد شود. ایران یکی از بالاترین نرخ تورم‌ها را در جهان دارد. در سال ۱۴۰۰ نیز انتظار می‌رود رشد اقتصادی ایران مثبت ۲٫۵ درصد باشد. رشد اقتصادی ایران در سالهای ۹۸ و ۹۷ نیز به ترتیب منفی ۶٫۸ درصد و منفی ۶ درصد ارزیابی شده‌است. صندوق بین‌المللی پول همچنین می‌گوید نرخ بیکاری در ایران پارسال ۱۱٫۲ درصد بوده و امسال به ۱۱٫۷ درصد خواهد رسید.